# Villa del Carmen (Uruguay)
Ciudad del Carmen es una ciudad uruguaya del departamento de Durazno, y es sede del municipio homónimo.

## Ubicación
La localidad se encuentra situada en la zona centro-sur del departamento de Durazno, sobre la cuchilla del Carmen, próximo a las costas del arroyo Maestre Campo, y en el cruce de las rutas nacionales 14 y 42. Dista 60 km de la ciudad de Durazno.

## Historia
Los campos que actualmente rodean a la localidad fueron denunciados en 1780 y adquiridos en junio de 1781 por Bernardo Bogarín y el paraguayo Juan Ignacio Vera. Desde entonces se gestó la concentración de paraguayos en la zona, lo que actualmente se refleja en los apellidos de muchos habitantes de la zona. Posteriormente los campos pasaron a propiedad de Pedro Francisco Sastre, quien se asoció con Otto Schultze, y resolvieron diagramar en aquellos terrenos un bosquejo de plano para un centro poblado, debido a que en el área no existía ninguna localidad, lo que dificultaba el progreso de la región. El 12 de mayo de 1873, Otto Schultze elevó una solicitud a la Cámara de Senadores para obtener apoyo para la iniciativa. La empresa ofrecía la donación de los terrenos destinados para escuela, comisaría, templo, cementerio y plaza pública. Este proceso finalizó con la resolución del gobierno de José Ellauri, autorizando la creación de la localidad el 10 de junio de 1874, fecha que es tomada como su fecha de fundación. Además dicha resolución la denominó Nuestra Señora del Carmen. El 4 de julio de 1908 recibió la categoría de pueblo por ley 3305, y pasó a denominarse Pueblo del Carmen.
Entre 1907 y 1930 el pueblo protagonizó un crecimiento sumamente significativo debido a la prosperidad del sector agropecuario. No obstante, durante esos años comenzó en los alrededores de la villa una experiencia agrícola que modificó su historia: la plantación de viñedos por parte de Andrés Faraut, natural de Francia y que luego de otros emprendimientos en 1922, fundó a 1 km de Villa del Carmen una bodega y viñedo que en el año 1927 producía un total de 6306 litros de vino. De ahí en más la Granja Faraut se convirtió en el centro laboral de la localidad y los éxitos y fracasos de esta empresa repercutieron en la prosperidad o la crisis de la villa.
El 29 de abril de 1975 por ley 14 363, la localidad fue elevada a la categoría de villa, y pasó a denominarse Villa del Carmen.
El 14 de junio de 2022 por ley Nro 20.043 fue elevada a la categoría de Ciudad pasando a denominarse "Ciudad del Carmen".[cita requerida]

## Población
Según el censo de 2023, la localidad contaba con una población de 2759 habitantes
| 3598          | 2356 | 2410 | 2208 | 2284 | 2661 | 2692 | 2759 |
| (Fuente: INE) |      |      |      |      |      |      |      |

## Economía
El principal rubro generador de mano de obra en la zona es la vid, superando en proporción a la tradicional actividad agropecuaria. La zona cuenta con aproximadamente 100 hectáreas de viñedos, distribuidos en un total de 5 establecimientos vitivinícolas, y con dos bodegas familiares de alta calidad y pequeña escala, El Capricho Winery y Centro Vitis.

## Atractivos y actividades
- Parque Municipal Francisco Davant: ocupa un predio de 40 hectáreas forestadas fue iniciado en el año 1944 en el gobierno departamental del Dr. Huáscar Parallada.  En 1958 el vecino de la localidad Don Francisco Davant, desde su cargo de presidente de la Junta Local, impulsó la forestación con el objetivo de crear un parque con fines educativos, deportivos y turístico. Dentro de su exótica vegetación se distinguen sectores del parque de tipo paisajista y plantaciones con tipo utilitario. Existe un área con un lago artificial con vegetación propia del ambiente acuático. Desde noviembre de 1997 se realiza todos los años en este parque el «Festival Forestal de Folklore», decretado de interés turístico nacional por el Ministerio de Turismo.

- Fiesta de la Vendimia: se festeja en honor al eslogan «Pueblo del Mejor Pan y Mejor Vino» y mayor fuente de trabajo, con la elección de la Reina Departamental, desfile por las calles de la localidad y espectáculos musicales.

- Encuentro Carmenses por el Mundo: donde se reúnen  todos aquellos residentes que se encuentran en otras partes del país y del mundo junto a los actuales pobladores, realizando encuentros deportivos, bailes, donaciones y comidas compartidas en el día 1º de mayo, día elegido para dicho reencuentro.

- Semana del Carmen: se festeja en junio, desde hace muchos años, con diferentes espectáculos y entretenimientos.[9]